# Harri Olli
Harri Juhani Olli (Rovaniemi, 15 gennaio 1985) è un ex saltatore con gli sci finlandese.

## Biografia
In Coppa del Mondo ha esordito il 29 novembre 2002 a Kuusamo (46°), ha ottenuto il primo podio il 10 marzo 2007 nella gara a squadre di Lahti (3°) e la prima vittoria il 29 novembre 2008 a Kuusamo, ancora in una gara a squadre.
In carriera ha preso parte a un'edizione dei Giochi olimpici invernali, Vancouver 2010 (squalificato nel trampolino normale, 18° nel trampolino lungo, 4° nella gara a squadre), a tre dei Campionati mondiali, vincendo una medaglia, e a tre dei Mondiali di volo, vincendo due medaglie.
Aveva interrotto la sua carriera agonistica nel gennaio 2011, ma a dicembre 2013 è tornato alle competizioni, gareggiando inizialmente in Coppa Continentale e dal novembre 2014 in Coppa del Mondo.

## Palmarès

### Mondiali
- 1 medaglia:
  - 1 argento (trampolino lungo a Sapporo 2007)

### Mondiali di volo
- 2 medaglie:
  - 1 argento (gara a squadre a Oberstdorf 2008)
  - 1 bronzo (gara a squadre a Planica 2010)

### Mondiali juniores
- 2 medaglie:
  - 1 oro (gara a squadre a Schonach im Schwarzwald 2002)
  - 1 bronzo (gara a squadre a Sollefteå 2003)

### Coppa del Mondo
- Miglior piazzamento in classifica generale: 4º nel 2009
- 17 podi (7 individuali, 10 a squadre):
  - 5 vittorie (3 individuali, 2 a squadre)
  - 5 secondi posti (2 individuali, 3 a squadre)
  - 7 terzi posti (2 individuali, 5 a squadre)

#### Coppa del Mondo - vittorie
| Data             | Località    | Nazione   | Trampolino                                                                      |
| ---------------- | ----------- | --------- | ------------------------------------------------------------------------------- |
| 29 novembre 2008 | Kuusamo     | Finlandia | Rukatunturi HS142 (con Ville Larinto, Kalle Keituri e Matti Hautamäki)          |
| 14 febbraio 2009 | Oberstdorf  | Germania  | Heini Klopfer HS213                                                             |
| 15 febbraio 2009 | Oberstdorf  | Germania  | Heini Klopfer HS213 (con Kalle Keituri, Juha-Matti Ruuskanen e Matti Hautamäki) |
| 13 marzo 2009    | Lillehammer | Norvegia  | Lysgårdsbakken HS138                                                            |
| 22 marzo 2009    | Planica     | Slovenia  | Letalnica HS215                                                                 |

#### Torneo dei quattro trampolini
- 1 podio di tappa[2]:
  - 1 terzo posto

#### Nordic Tournament
- 1 podio di tappa[2]:
  - 1 vittoria